# Connel
Connel är en by i civil parishes Kilmore and Kilbride och Ardchattan and Muckairn, i kommun Argyll and Bute, i Skottland. Byn är belägen 8 km från Oban. Byn hade 532 invånare år 2022.